# Хименес Майор, Хуан
Хуан Хименес Майор (исп. Juan Jiménez Mayor; родился 5 августа 1964 года, Лима, Перу) — перуанский политик, премьер-министр Перу с 23 июля 2012 года по 30 октября 2013 года.

## Биография
Хуан Хименес Майор родился в Лиме 5 августа 1964 года. Окончил в Лиме Папский католический университет, является магистром конституционного права. В конце учёбы он получил допуск к работе адвокатом. Проявил себя очень талантливым специалистом, и оказался востребован не только на родине; много работал за границей. Был в Никарагуа юридическим советником при реформировании политической системы. Работал в Эквадоре, был главным наблюдателем от ОАГ на выборах в Гватемале в 2007 году и в 2008 году в Парагвае. До этого в 2001 он был ненадолго назначен министром юстиции Перу после бегства из страны Альберто Фухимори. Его стараниями, стратегия против коррупции в перуанском обществе была замечена. В августе 2011 года он стал исполняющим обязанности министра юстиции, а 11 декабря вновь занял пост министра в правительстве Оскарa Вальдесa. Однако и в этот раз он не долго был на посту министра. В июле 2012 года президент Перу Ольянта Умала назначил Хуанa Хименес Майорa на пост премьер-министра страны.
В конце октября 2013 года президент страны Ольянта Умала принял решение сменить главу кабинета министров. Вместо Хуана Хименеса, который подал в отставку, на этот пост был назначен Сесар Вильянуэва.